# قائمة الأشخاص الواردة أسماؤهم في وثائق بنما
تتوفر هذه المقالة على قائمة الأشخاص الواردة أسماؤهم في وثائق بنما ، والمساهمين ومدراء الشركات الخارجية .

## رؤساء الدول والحكومات

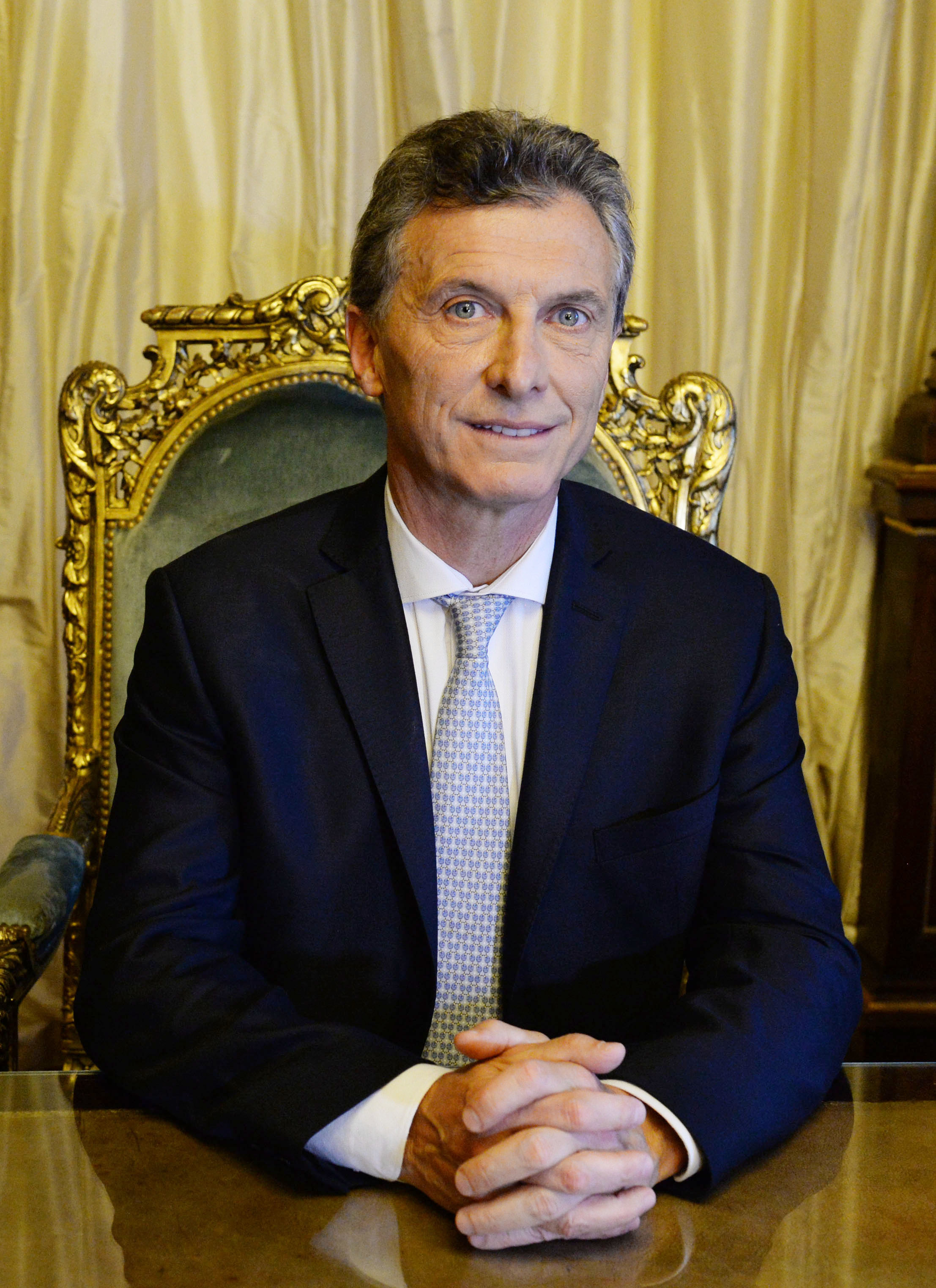
رئيس الأرجنتين ماوريسيو ماكري

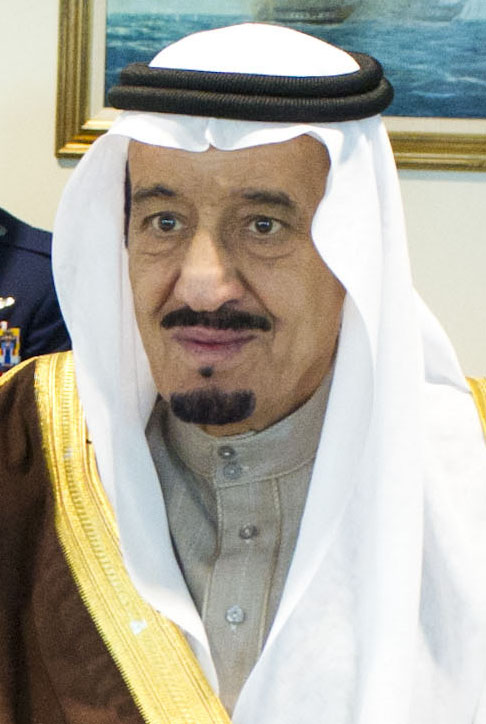
الملك السعودي سلمان بن عبد العزيز

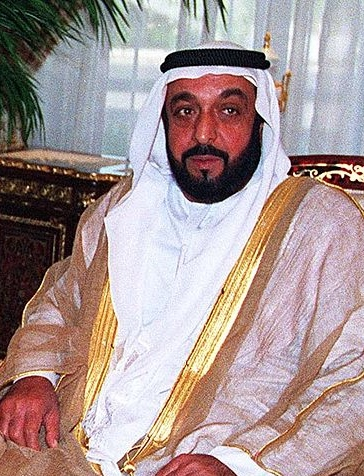
رئيس الإمارات العربية المتحدة خليفة بن زايد آل نهيان

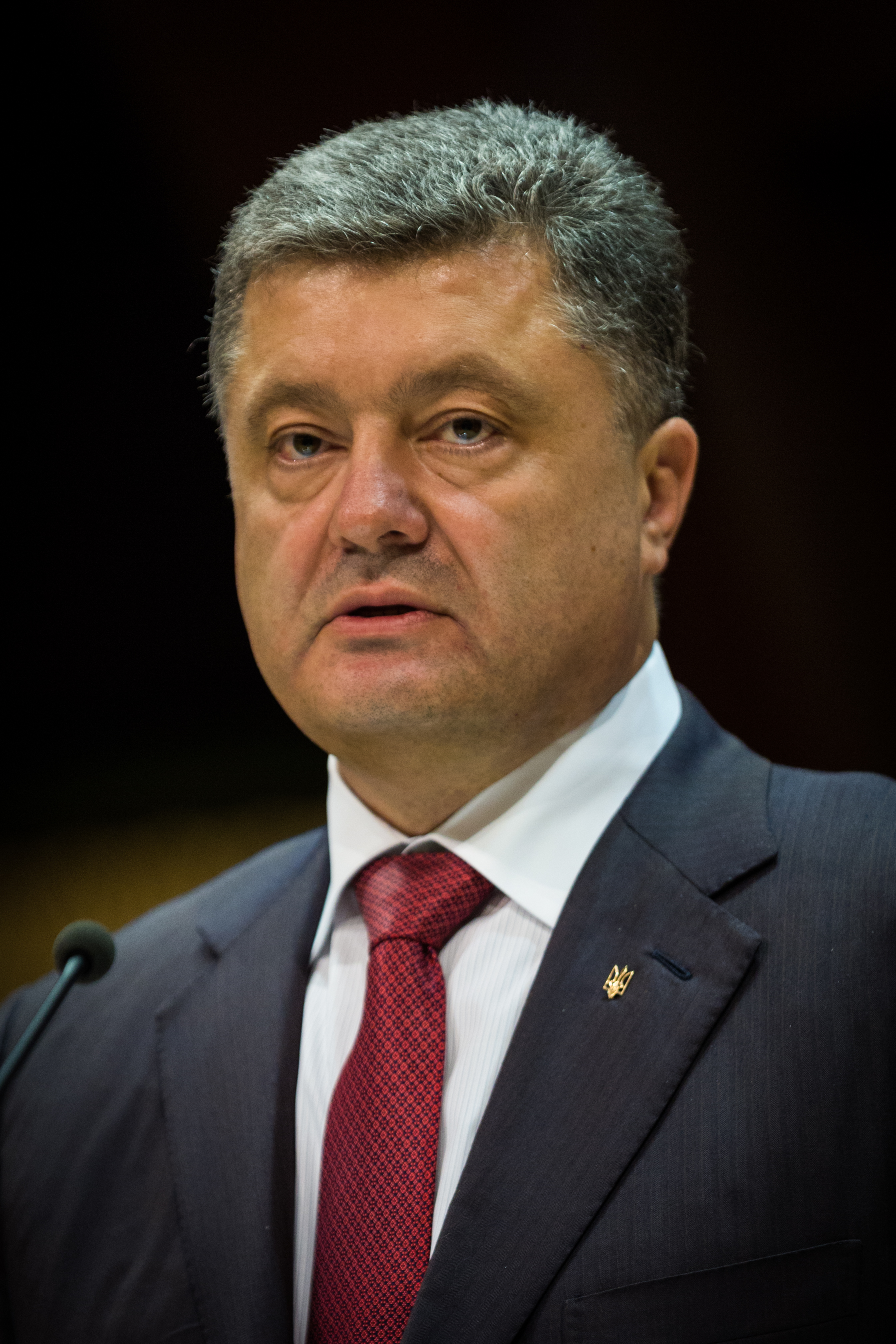
الرئيس الأوكراني بترو بوروشنكو

### الحاليين
- روسيا: فلاديمير بوتين، رئيس الحكومة الروسية.
- الأرجنتين: ماوريسيو ماكري ، رئيس الأرجنتين
- آيسلندا:ديفيد صجمندر غونلوغسون ، رئيس وزراء أيسلندا
- السعودية: سلمان بن عبد العزيز آل سعود ، ملك السعودية
- الإمارات العربية المتحدة: خليفة بن زايد آل نهيان ، رئيس دولة الإمارات العربية المتحدة وحاكم إمارة أبو ظبي
- أوكرانيا: بترو بوروشنكو ، رئيس أوكرانيا

### السابقين
- جورجيا: بدزينا إفنشفلي ، رئيس وزراء جورجيا
- العراق: إياد علاوي ، رئيس وزراء العراق
- الأردن: علي أبو الراغب ، رئيس الوزراء الأردني
- قطر: حمد بن خليفة آل ثاني ، أمير دولة قطر
- قطر: حمد بن جاسم بن جبر آل ثاني ، رئيس وزراء قطر
- السودان: أحمد الميرغني ، رئيس السودان
- أوكرانيا: بافلو لازارينكو ، رئيس وزراء أوكرانيا
- مصر: محمد حسني مبارك ، رئيس جمهورية مصر العربيه (مخلوع)

## أعضاء آخرين من الحكومة
المغرب
- منير مجيدي ،السكرتير الشخصي للملك محمد السادس.

 الجزائر
- عبد السلام بوشوارب، وزير الصناعة والمناجم
- توفيق بن جديد، نجل الرئيس السابق الشاذلي بن جديد

 أنغولا
- خوسيه ماريا بوتيلو دي فاسكونسيلوس ، وزير البترول

 الأرجنتين
- نستور جرندتي، عمدة لانوس

 بوتسوانا
- إيان كيربي، رئيس محكمة بوتسوانا الاستئناف والنائب العام السابق

 البرازيل
- جواو ليرا، عضو مجلس النواب

 كمبوديا
- آنج فونغ فثنى، وزير العدل

 تشيلي
- ألفريدو أوفال رودريغيز، عضو في المخابرات

 جمهورية الكونغو الديمقراطية
- جينت كابيلا، عضو الجمعية الوطنية

 جمهورية الكونغو
- ايتوا وزير البحث العلمي والابتكارات التقنية والرئيس السابق لشركة النفط الوطنية في الكونغو

 الإكوادور
- جالو شيريبوجا ، النائب العام
- بيدرو ديلغادو ، المحافظ السابق للبنك المركزي

 فرنسا
- جيروم كاهوزاك ، وزير الميزانية السابق

 اليونان
- ستافروس ببستفرو ، محامي سابق رئيس الوزراء كوستاس كرامنليس وانطونيس ساماراس

 المجر
- زولت جرفث ، التي كانت سابقا من الجمعية الوطنية

 آيسلندا
- بيارني بندكتسن ، وزير المالية
- أولوف نوردال ، وزير الداخلية

 الهند
- أنوراغ كيجريوال وهو محلل الرئيس السابق ل لوك حزب Satta (دلهي)

 كينيا
- كالبانا راوال ، نائب رئيس قضاة المحكمة العليا

 مالطا
- كونراد مليتا ، وزير الطاقة والصحة

 مصر
- علاء مبارك ، رجل أعمال المصري الثري والابن البكر للرئيس المصري السابق حسني مبارك.

 نيجيريا
- جيمس ايبورى، الحاكم السابق لدولة دلتا

 فلسطين
- محمد مصطفى، وزير الاقتصاد الأسبق الوطنية

 بنما
- ريكاردو فرنكولني، الرئيس السابق لمصرف الادخار ، التي تملكها الدولة

 بيرو
- سيزار ألميدا، مدير المجلس الوطني للاستخبارات

 بولندا
- اللاعب باول بيسكورسكي ، الرئيس السابق وارسو

 رواندا
- ايمانويل نداهيرو ، العميد رئيس العام والسابقين في وكالة الاستخبارات

 السعودية
- محمد بن نايف ، ولي العهد السابق وزير الداخلية

 روسيا
- سيرجى رولدجين ، عازف التشيلو سيرجى رولدجين استفاد من علاقته ببوتين وكون ثروة هائلة في الخارج.[1]

 المملكة المتحدة
- مايكل أشكروفت ، وهو عضو في مجلس اللوردات
- مايكل ماتس ، وهو عضو سابق في مجلس العموم
- باميلا شاربلز ، عضو مجلس اللوردات

 فنزويلا
- فيكتور كروز وافر ، القائد السابق للجيش
- خيسوس فيلانويفا ، المدير السابق لشركة النفط الوطنية الفنزويلية

 زامبيا
- عطان شنسنجا ، السفير السابق للولايات المتحدة

## الفنانين

### السينما
- أميتاب باتشان، الممثل الهندي

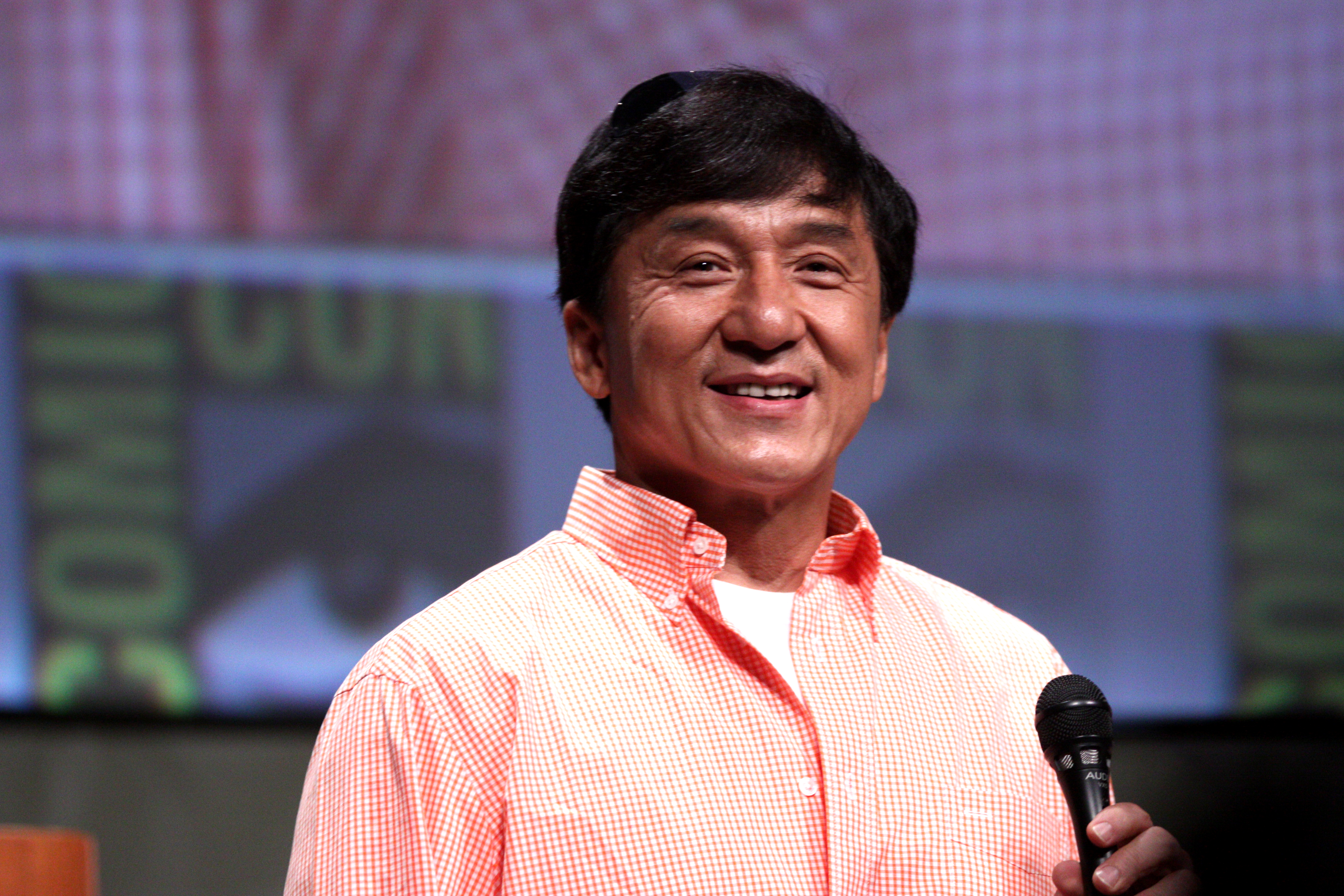
ممثل هونغ كونغ جاكي شان

- ايشواريا راي باتشان الممثلة الهندية وعارضة أزياء
- جاكي شان ، ممثل من الصين هونغ كونغ
- بيدرو المودوفار ، المخرج الإسباني ، كاتب السيناريو والمنتج والممثل السابق

### المسرح
- فرانكو دراجون ، مدير مسرح

## الاتحاد الدولي لكرة القدم

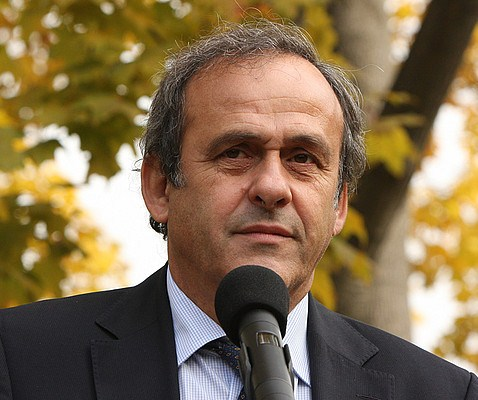
بلاتيني

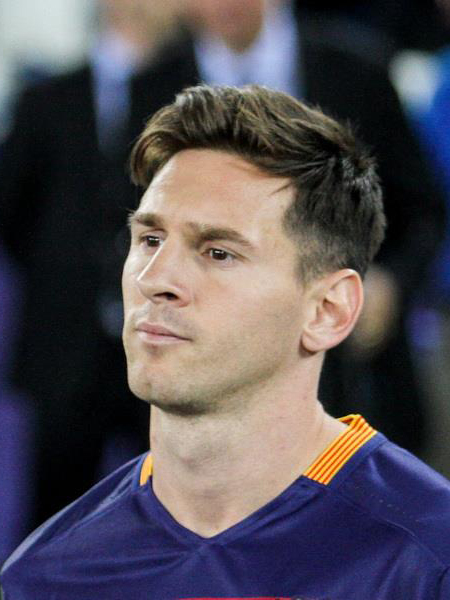
لونيل ميسي

- يوجينيو فيغيريدو، الرئيس السابق لاتحاد أمريكا الجنوبية نائب رئيس وعضو لجنة الأخلاقيات في الفيفا .
- هوغو وماريانو جنكيس، رجل أعمال أرجنتيني، والمشارك أيضا في قضية فساد لكرة القدم .
- ليونيل ميسي، لاعب كرة القدم من برشلونة والمنتخب الوطني الأرجنتين .[2]
- خوان بيدرو دامياني، وهو عضو في لجنة الاخلاق في الفيفا .
- ميشيل بلاتيني، الرئيس السابق للاتحاد الأوروبي لكرة القدم .[3]
- جيروم فالكه، الأمين العام السابق لكرة القدم .[3]